# Yuriko Miyazaki
Yuriko Lily Miyazaki (født 11. november 1995 i Tokyo, Japan) er en professionel tennisspiller fra Storbritannien, som indtil 2022 repræsenterede sit fødeland, Japan.